# Hesperocharis nereina
Hesperocharis nereina is een vlindersoort uit de familie van de Pieridae (witjes), onderfamilie Pierinae.
Hesperocharis nereina werd in 1874 beschreven door Hopffer.